# Семеен пъзел
„Семеен пъзел“ (на английски: Life in Pieces) е американски ситком, който дебютира на 21 септември 2015 г. по CBS.
На 12 май 2018 г. сериалът е подновен за четвърти сезон, премиера на 18 април 2019 г.
Сериалът беше отменен от CBS след четири сезона на 10 май 2019 г. Финалът на сериала беше излъчен на 27 юни 2019 г.

## Актьорски състав
- Колин Ханкс – Грег Шорт
- Бетси Бранд – Хедър Хюз
- Томас Садоски – Матю „Мат“ Шорт
- Зоуи Листър-Джоунс – Дженифър „Джен“ Колинс Шорт
- Дан Баккедал – Тимъти „Тим“ Хюс
- Анжелик Кабрал – Колин Брандън Ортега
- Найъл Кънингам – Тайлър Хюз
- Холи Барет – Саманта „Сам“ Хюс
- Жизел Айзенберг – София Хюс
- Джеймс Бролин – Джон Бертрам Шорт
- Даян Уист – Джоан Шорт
- Хънтър Кинг – Клементини Хюз
- Ана София Хегер – Ларк Шорт

## „Семеен пъзел“ в България
В България сериалът започва излъчване на 28 юни 2016 г. по Фокс Лайф.